# HD 3700
HD3700 є подвійною зорею, що знаходиться  у сузір'ї
Дана подвійна система має видиму зоряну величину в смузі V приблизно 8.0.

## Подвійна зоря
Головна зоря цієї системи належить до хімічно пекулярних зір й має спектральний клас A9.  Інша компонента має  спектральний клас ?.